# Bruno Mora
Bruno Mora (ur. 29 marca 1937 w Parmie, zm. 10 grudnia 1986 tamże) – włoski piłkarz występujący na pozycji pomocnika oraz trener. 
Podczas kariery grał w takich klubach jak UC Sampdoria, Juventus F.C. i A.C. Milan. W reprezentacji Włochy wystąpił 21 razy i zdobył 4 bramki. Był uczestnikiem Mistrzostw Świata 1962.